# 郑为文
郑为文（1958年3月—2018年9月3日），男，安徽歙县人，中华人民共和国政治人物，曾任江西省人民政府副省长、党组成员，中共江西省委政法委员会副书记，江西省公安厅党委书记、厅长、督察长，江西省人大常委会副主任。

## 生平
2018年9月3日上午，在南昌西环外高速公路上发生小车与货车相撞的事故，并引发大火，此后媒体披露郑为文于车祸中丧生，然而消息未能获得官方证实。